# Вилхелм II (Хесен-Ванфрид-Рейнфелс)
Вижте пояснителната страница за други личности с името Вилхелм II.
Вилхелм фон Хесен-Ванфрид Млади (на немски: Wilhelm II von Hessen-Wanfried „der Jüngere“; * 25 август 1671, Лангеншвалбах; † 1 април 1731, Париж и погребан там) е ландграф на Хесен-Ванфрид-(Рейнфелс) от 1711 до 1731 г. Вилхелм наследява баща си през 1711 г. като ландграф на Хесен-Ванфрид и също като ландграф на Хесен-Рейнфелс (Хесен-Ванфрид-Рейнфелс). След 1711 г. той се нарича ландграф фон Хесен-Рейнфелс.

## Биография
Той е син на ландграф Карл фон Хесен-Ванфрид (1649 – 1711) и първата му съпруга София Магдалена фон Залм-Райфершайд (1649 – 1675), дъщеря на алтграф Ерих Адолф фон Залм-Райфершайт и съпругата му ландграфиня Магдалена фон Хесен-Касел.
Вилхелм Млади първо е духовник в Кьолн и Страсбург. След смъртта на баща му той пристига във Ванфрид, където полубрат му Кристиан вече е поел управлението. Те се скарват и император Карл VI урежда проблема. Кристиан се отказва от ландграфството и получава дворец-резиденцията в Ешвеге и годишен апанаж от 7500 гулдена. Вилхелм управлява от 1711 до 1731 г. Той повечето време пътува, често е също в двора във Виена. Императорът му дава през 1718 г. и замък Рейнфелс.
Императорът урежда женитбата на 48-годишния ландграф с Ернестина Теодора (* 15 май 1697; † 14 април 1775), дъщеря на херцог Теодор Евстах фон Пфалц-Зулцбах, на 19 септември 1719 г. в Зулцбах. Бракът е бездетен. След смъртта на Вилхелм вдовицата му остава първо в дворец Рейнфелс, по-късно става приорин на кармелитинския манастир в Нойбург на Дунав, където умира на 5 април 1775 г.
По-малкият му полубрат му Кристиан, който от 1711 г. се нарича Кристиан фон Ешвеге, става през 1731 г. ландграф на Хесен-Ванфрид и Хесен-Рейнфелс. Той умира също бездетен през 1755 г. и линията Хесен-Ванфрид е изчезва.